# Daule (Esmeraldas)
Daule ist eine Ortschaft und eine Parroquia rural („ländliches Kirchspiel“) im Kanton Muisne der ecuadorianischen Provinz Esmeraldas. Die Parroquia besitzt eine Fläche von 98,5 km². Die Einwohnerzahl lag im Jahr 2010 bei 2153. Die Parroquia wurde am 6. Januar 1962 eingerichtet.

## Lage
Der Ort Daule liegt an der Pazifikküste 22,5 km südlich vom Kantonshauptort Muisne. Der Küste vorgelagert sind die Insel Isla Júpiter und Isla del Amor. Letztere gehört zur Parroquia Daule. Die Fernstraße E15 (Manta–Esmeraldas) führt an dem Ort Daule vorbei.
Die Parroquia Daule grenzt im Norden an die Parroquia Bolívar, im Nordosten an die Parroquia San Gregorio, im Osten an die Parroquia San José de Chamanga, im Süden an die Parroquia Sálima sowie im Südwesten an die Parroquia Cojimíes des Kantons Pedernales.

## Wirtschaft
Hauptwirtschaftszweige in der Parroquia bilden die Fischerei, die Garnelenzucht, die Landwirtschaft und der Handel. In den Küstengewässern werden Fische, Muscheln, Garnelen und Krabben gefangen.

## Ökologie
Der äußerste Osten der Parroquia gehört zur Reserva Ecológica Mache Chindul.